# Agitador de vòrtex

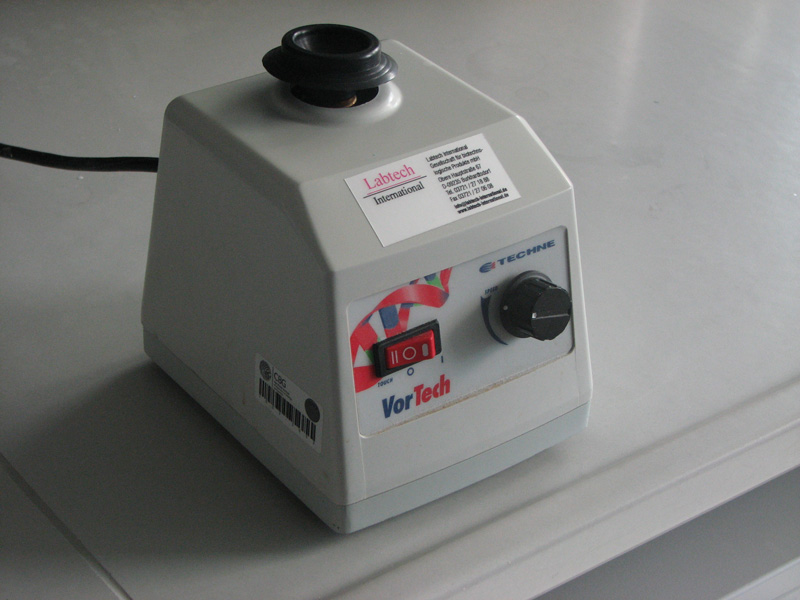
Agitador de vòrtex

Un agitador de vórtex o vòrtex és un tipus d'agitador que s'usa comunament en els laboratoris per homogeneïtzar el contingut de petits tubs o flascons de líquid. Es compon d'un motor elèctric amb l'eix de transmissió orientat verticalment i unit a un tros de goma o cautxú muntat en forma de copa, lleugerament excèntric. A mesura que el motor gira la peça de cautxú oscil·la ràpidament en un moviment circular. Quan un tub d'assaig o recipient adequat es col·loca en el suport de goma (o toca la seva vora) el moviment es transmet al líquid en el seu interior i es crea un vòrtex. La majoria dels agitadors de vòrtex tenen una configuració de velocitat variable i poden ser configurats per executar-se de forma contínua, o perquè funcionin només quan una feble pressió s'aplica a la goma. Posseeixen uns peus de ventosa a la base per evitar desplaçaments. Els agitadors de vòrtex són bastant comuns en els laboratoris de ciències biològiques. Als laboratoris de cultius cel·lulars i de microbiologia es poden utilitzar per suspendre les cèl·lules. En un laboratori de bioquímica o d'anàlisi pot ser utilitzat per barrejar els reactius d'un assaig o per barrejar una mostra experimental i un diluent.